# Język kaure
Język kaure (a. kaureh, kaurne) – język papuaski używany w prowincji Papua w Indonezji. Według danych z 1995 roku posługuje się nim 450 osób.
Swoim zasięgiem geograficznym obejmuje dystrykt Kaureh (kabupaten Jayapura). Do obszaru tego języka zaliczono wsie: Aurina, Harna, Lereh, Masta, Wes. W publikacji Peta Bahasa stwierdzono, że język (bądź dialekt) narau jest używany we wsiach Narau, Harna, Aurina i Soskotek.
Występują dwa główne dialekty (odmiany wsi Harna i Masta oraz Wes i Aurina). Według danych Ethnologue (SIL International) kaure jest silnie zagrożony wymarciem.
S.A. Wurm (1982) postulował pokrewieństwo kaure, kosare i narau, a także odosobnionych języków kapauri (kapori) i sause. W nieco starszej wersji propozycji C.L. Voorhoeve (1975) nie rozważał kosare. T. Usher łączy kaure jedynie z kosare, wyróżniając grupę języków rzeki Nawa. Czasami wzmiankowany narau może być klasyfikowany jako dialekt kaure (jest z nim wzajemnie zrozumiały). Narau to nazwa rzeki. W.A. Foley (2018) umieszcza te trzy języki (kaure, narau i kosare) w ramach rodziny języków kaure (prawdopodobnej grupy transnowogwinejskiej), wraz z językiem kapauri, tworzącym odrębną gałąź. Taką też klasyfikację prezentuje wyd. 25 Ethnologue (bez uwzględnienia narau).
W porównaniu do pozostałych języków rodziny został stosunkowo dobrze opisany. Dokumentacją kaure zajmowali się badacze działający pod auspicjami Summer Institute of Linguistics (SIL). Materiały z 1991 r. obejmują analizę fonologiczną (Kaure Phonology) , listę słownictwa (Aki tlaplik soltok)  oraz rozmówki wraz z danymi gramatycznymi (Kaureki pa opoksel). Kaure jest zapisywany alfabetem łacińskim.